# 男女共同参画会議

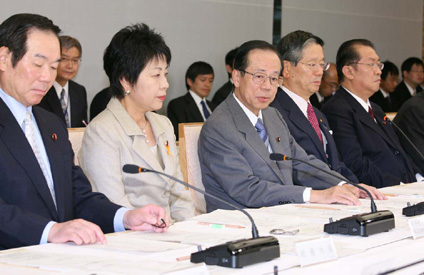
男女共同参画会議の第27回会合（2007年10月30日、総理大臣官邸にて）

男女共同参画会議（だんじょきょうどうさんかくかいぎ、英語: Council for Gender Equality）は、内閣府の重要政策に関する会議の一つである。

## 概要
- 2001年、男女共同参画審議会の発展的継承として設置された。
- 男女共同参画社会基本法に基づき、男女共同参画社会実現を目指した政策提言を目的とする。
- 内閣官房長官を議長とし、各省大臣等12名（国家公安委員会委員長を含む）、男女共同参画担当大臣、女性活躍担当大臣と学識経験者12名の総計25名で構成される。
- 内閣府男女共同参画局の管轄。
- 内閣総理大臣が男女共同参画計画を作成するときは、男女共同参画会議の意見を聴いて、案を作成して、閣議決定をするとされている。

## 沿革
第4次安倍政権において、2019年（平成31年）3月に石川康晴が議員に任命された。しかし、女性に対して同意を得ずに猥褻行為に及ぶなど複数のセクシャルハラスメント事案により、自らが経営する企業の査問会により2018年（平成30年）12月付で厳重注意を受けていたことが報じられた。この報道を受け、石川は2020年（令和2年）3月に議員を辞任する意向を表明した。